# Acanthochitona burghardtae
Acanthochitona burghardtae är en blötdjursart som beskrevs av Clark 2000. Acanthochitona burghardtae ingår i släktet Acanthochitona och familjen Acanthochitonidae. Inga underarter finns listade i Catalogue of Life.